# Milan Škoda
Milan Škoda (Praga, 16 de enero de 1986) es un futbolista checo que juega en la demarcación de delantero para el Slavia Praga "B" de la Liga Nacional de Fútbol de la República Checa.

## Selección nacional
Debutó con la selección de fútbol de República Checa el 12 de junio de 2015 en un partido de la clasificación para la Eurocopa 2016 contra Islandia que finalizó con un resultado de 2-1 a favor del combinado islandés. En su segundo partido con la selección, contra Kazajistán anotó su primer gol con la selección, marcando además un segundo tanto en el mismo partido.

### Goles internacionales
| # | Fecha                   | Estadio                                           | Oponente   | Gol | Resultado | Competición                         |
| - | ----------------------- | ------------------------------------------------- | ---------- | --- | --------- | ----------------------------------- |
| 1 | 3 de septiembre de 2015 | Doosan Arena, Pilsen, República Checa             | Kazajistán | 1–1 | 2–1       | Clasificación para la Eurocopa 2016 |
| 2 | 3 de septiembre de 2015 | Doosan Arena, Pilsen, República Checa             | Kazajistán | 2–1 | 2–1       | Clasificación para la Eurocopa 2016 |
| 3 | 27 de mayo de 2016      | Kufstein Arena, Kufstein, Austria                 | Malta      | 2–0 | 6-0       | Amistoso                            |
| 4 | 17 de junio de 2016     | Estadio Geoffroy-Guichard, Saint-Étienne, Francia | Croacia    | 1-2 | 2–2       | Eurocopa 2016                       |

### Participaciones en Eurocopas
| Eurocopa      | Sede    | Resultado        | Partidos | Goles |
| ------------- | ------- | ---------------- | -------- | ----- |
| Eurocopa 2016 | Francia | Octavos de final | 2        | 1     |

## Clubes
| Club                          | País            | Año       | Partidos | Goles |
| ----------------------------- | --------------- | --------- | -------- | ----- |
| Bohemians 1905                | República Checa | 2004-2012 | 114      | 25    |
| F. K. Mladá Boleslav (cedido) | República Checa | 2005      |          |       |
| TJ Sokol Manětín (cedido)     | República Checa | 2006      | 15       | 2     |
| Slavia Praga                  | República Checa | 2012-2020 | 253      | 93    |
| Rizespor                      | Turquía         | 2020-2021 | 48       | 19    |
| F. K. Mladá Boleslav          | República Checa | 2021-2023 | 46       | 10    |
| Slavia Praga "B"              | República Checa | 2023-     | 37       | 8     |
| Slavia Praga                  | República Checa | 2025      | 2        | 0     |

## Palmarés

### Títulos nacionales
| Título                     | Club           | País            | Año  |
| -------------------------- | -------------- | --------------- | ---- |
| Czech 2. Liga              | Bohemians 1905 | República Checa | 2009 |
| Liga de la República Checa | Slavia Praga   | República Checa | 2017 |
| Copa de la República Checa | Slavia Praga   | República Checa | 2018 |
| Liga de la República Checa | Slavia Praga   | República Checa | 2019 |
| Copa de la República Checa | Slavia Praga   | República Checa | 2019 |